# Passalora puncta
Passalora puncta är en svampart som först beskrevs av Delacr., och fick sitt nu gällande namn av Arx 1987. Passalora puncta ingår i släktet Passalora och familjen Mycosphaerellaceae.   Inga underarter finns listade i Catalogue of Life.